# Nina (film, 1959)
Pour les articles homonymes, voir Nina.
Pour plus de détails, voir Fiche technique et Distribution.
Nina est un film français de Jean Boyer sorti en 1959.

## Synopsis
Proche du théâtre filmé, cette fantaisie sur le thème du ménage à trois met en scène Adolphe et Gérard, le mari et l'amant, et Nina, la femme tyrannique, dont ils voudraient tous deux se séparer.

## Fiche technique
- Titre : Nina
- Réalisation : Jean Boyer
- Scénario : Jean Boyer et André Roussin, d'après la pièce de théâtre éponyme de ce dernier, créée en 1949 à Bruxelles, et représentée pour la première fois au théâtre des Bouffes Parisiens, à Paris, le 5 octobre 1949..
- Adaptation, dialogues : Jean Boyer, André Roussin
- Assistant réalisateur : Alain Roux
- Photographie : Charles Suin
- Opérateur : François Franchi, assisté de Jean Castagnier et Jacques de Saint-Girons
- Musique : Georges Van Parys (éditions : Ray Ventura)
- Montage : Jacqueline Brachet, assistée de Madeleine Lecompère
- Maquette des décors : Jean d'Eaubonne
- Chef décorateur : Jean Mandaroux, assisté de Simone Delaunay
- Son : Antoine Archimbaud
- Maquillage : Michel Deruelle
- Photographe de plateau : Gaston Thonnart
- Script-girl : Cécilia Malbois
- Régisseur : Margot Capellier
- Régisseur, ensemblier : Robert Christidès
- Maison de production : Vauban Production
- Production : Maurice Teyssier, Robert Velaise
- Directeur de production : Ludmilla Goulian
- Distribution : Jeannic-Films
- Tournage du 15 juillet au 7 août 1958, dans les studios Paris-Studio-Cinéma de Billancourt
- Enregistrement : Westrex Electric
- Enregistrement des musiques : Sudios Decca
- Effets spéciaux : Lax
- Tirage : Laboratoire Franay L.T.C Saint-Cloud
- Pays :  France
- Format :  Noir et blanc - 35 mm - Son mono
- Genre : Comédie
- Année de réalisation : 1958
- Durée : 88 minutes
- Date de sortie : 
  - France -  16 janvier 1959
- Visa d'exploitation : 20940
- Affiche : Jean Mascii (France)

## Distribution
- Sophie Desmarets : Nina Tessier, la femme d'Adolphe et maîtresse de Gérard
- Olivier Hussenot : Un inspecteur
- Jean Poiret : Gérard Blanville, l'amant de Nina et d'autres
- Yves Robert : Albert Redon-Namur, le mari de Cécile
- Michel Serrault : Adolphe Tessier, le mari de Nina
- Pierre Tornade : Un inspecteur
- Hélène Tossy : La concierge de Gérard
- Agnès Laury : Cécile Redon-Namur, la femme d'Albert et maîtresse de Gérard
- Colette Ricard : Christiane, une maîtresse de Gérard